# Saison 2020 de l'équipe cycliste masculine Movistar
La saison 2020 de l'équipe cycliste Movistar est la quarante et unième de cette équipe.

## Coureurs et encadrement technique

### Arrivées et départs
| Coureur           | Provenance                    | Durée contrat |
| ----------------- | ----------------------------- | ------------- |
| Juan Diego Alba   | Coldeportes-Zenú              | 2020-2021     |
| Dario Cataldo     | Astana                        | 2020-2021     |
| Gabriel Cullaigh  | Neo pro (Wiggins Le Col)      | 2020-2021     |
| Íñigo Elosegui    | Neo pro (Lizarte)             | 2020-2022     |
| Juri Hollmann     | Neo pro (Rad-net Rose)        | 2020-2021     |
| Johan Jacobs      | Neo pro (Lotto-Soudal U23)    | 2020-2021     |
| Matteo Jorgenson  | AG2R La Mondiale              | 2020-2021     |
| Enric Mas         | Deceuninck-Quick Step         | 2020-2022     |
| Sebastián Mora    | Caja Rural-Seguros RGA        | 2020          |
| Mathias Norsgaard | Riwal Securitas               | 2020-2021     |
| Einer Rubio       | Neo pro (Vejus Aran)          | 2020-2021     |
| Sergio Samitier   | Euskadi Basque Country-Murias | 2020-2021     |
| Albert Torres     | Neo pro                       | 2020          |
| Davide Villella   | Astana                        | 2020-2021     |

| Coureur         | Nouvelle équipe  | Durée contrat |
| --------------- | ---------------- | ------------- |
| Andrey Amador   | Ineos Grenadiers | 2020-2022     |
| Winner Anacona  | Arkéa-Samsic     | 2020-2021     |
| Carlos Barbero  | NTT Pro Cycling  | 2020          |
| Daniele Bennati | Retraite         |               |
| Richard Carapaz | Ineos Grenadiers | 2020-2022     |
| Jaime Castrillo | Kern Pharma      | 2020          |
| Rubén Fernández | Fundación-Orbea  | 2020          |
| Mikel Landa     | Bahrain-McLaren  | 2020-2021     |
| Nairo Quintana  | Arkéa-Samsic     | 2020-2022     |
| Jasha Sütterlin | Sunweb           | 2020-2021     |
| Rafael Valls    | Bahrain-McLaren  | 2020-2021     |

### Effectif de cette saison
| Coureur          | Date de Nais.              | Equipe en 2019         | Cont. | V |
| ---------------- | -------------------------- | ---------------------- | ----- | - |
| Juan Diego Alba  | 11 septembre 1997 (23 ans) | Coldeportes-Zenú       | 2021  | 0 |
| Jorge Arcas      | 8 juillet 1992 (28 ans)    | Movistar               | 2021  | 0 |
| Carlos Betancur  | 13 octobre 1989 (31 ans)   | Movistar               | 2020  | 0 |
| Héctor Carretero | 28 mai 1995 (25 ans)       | Movistar               | 2021  | 0 |
| Dario Cataldo    | 17 mars 1985 (35 ans)      | Astana                 | 2021  | 0 |
| Gabriel Cullaigh | 8 avril 1996 (24 ans)      | Wiggins Le Col         | 2021  | 0 |
| Íñigo Elosegui   | 6 mars 1998 (22 ans)       | Lizarte                | 2022  | 0 |
| Imanol Erviti    | 15 novembre 1983 (37 ans)  | Movistar               | 2021  | 0 |
| Juri Hollmann    | 30 août 1999 (21 ans)      | Rad-net Rose           | 2021  | 0 |
| Johan Jacobs     | 1er mars 1997 (23 ans)     | Lotto-Soudal U23       | 2021  | 0 |
| Matteo Jorgenson | 1er juillet 1999 (21 ans)  | AG2R La Mondiale       | 2021  | 0 |
| Enric Mas        | 7 janvier 1995 (25 ans)    | Deceuninck-Quick Step  | 2022  | 0 |
| Lluís Mas        | 15 octobre 1989 (31 ans)   | Movistar               | 2021  | 0 |
| Sebastián Mora   | 15 octobre 1989 (31 ans)   | Caja Rural-Seguros RGA | 2020  | 0 |

| Coureur            | Date de Nais.             | Equipe en 2019                | Cont. | V |
| ------------------ | ------------------------- | ----------------------------- | ----- | - |
| Mathias Norsgaard  | 5 mai 1997 (23 ans)       | Riwal Securitas               | 2021  | 0 |
| Nélson Oliveira    | 6 mars 1989 (31 ans)      | Movistar                      | 2021  | 0 |
| Antonio Pedrero    | 23 octobre 1991 (29 ans)  | Movistar                      | 2021  | 0 |
| Eduard Prades      | 9 août 1987 (33 ans)      | Movistar                      | 2020  | 0 |
| Jürgen Roelandts   | 2 juillet 1985 (35 ans)   | Movistar                      | 2020  | 0 |
| José Joaquín Rojas | 8 juin 1985 (35 ans)      | Movistar                      | 2021  | 0 |
| Einer Rubio        | 22 février 1998 (22 ans)  | Vejus Aran                    | 2021  | 0 |
| Sergio Samitier    | 31 août 1995 (25 ans)     | Euskadi Basque Country-Murias | 2021  | 0 |
| Eduardo Sepulveda  | 13 juin 1991 (29 ans)     | Movistar                      | 2020  | 0 |
| Marc Soler         | 22 novembre 1993 (27 ans) | Movistar                      | 2021  | 2 |
| Albert Torres      | 26 avril 1990 (27 ans)    | Inteja-Imca-Ridea DCT         | 2020  | 0 |
| Alejandro Valverde | 25 avril 1980 (40 ans)    | Movistar                      | 2021  | 0 |
| Carlos Verona      | 4 novembre 1992 (28 ans)  | Movistar                      | 2021  | 0 |
| Davide Villella    | 27 juin 1991 (29 ans)     | Astana                        | 2021  | 0 |

## Bilan de la saison

### Victoires sur la saison
| # | Date        | Course                     | Catégorie       | Vainqueur  | Pays    | Lieu       |
| - | ----------- | -------------------------- | --------------- | ---------- | ------- | ---------- |
| 1 | 1er février | Challenge de Majorque      | UCI Europe Tour | Marc Soler | Espagne | Andratx    |
| 2 | 21 octobre  | 2e étape du Tour d'Espagne | UCI World Tour  | Marc Soler | Espagne | Lekunberri |

### Victoires sur les classements annexes
| Date         | Course                                             | Catégorie      | Vainqueur        | Pays      |
| ------------ | -------------------------------------------------- | -------------- | ---------------- | --------- |
| 2 février    | Tour de San Juan, classement par équipes           | UCI ProSeries  | [ N 1 ]          | Argentine |
| 14 septembre | Tirreno-Adriatico, classement du meilleur grimpeur | UCI World Tour | Héctor Carretero | Italie    |
| 20 septembre | Tour de France, classement par équipes             | UCI World Tour | [ N 2 ]          | France    |
| 8 novembre   | Tour d'Espagne, classement du meilleur jeune       | UCI World Tour | Enric Mas        | Espagne   |
| 8 novembre   | Tour d'Espagne, classement par équipes             | UCI World Tour | [ N 3 ]          | Espagne   |